# 中村通夫
中村 通夫（なかむら みちお、1911年1月15日 - 2005年2月1日）は、日本の国語学者、中央大学名誉教授。

## 人物
東京出身。1935年東京帝国大学文学部国文科卒。文部省勤務。戦後、中央大学助教授、教授。1981年、定年、名誉教授。
1953年、「『来れる』『見れる』『食べれる』などという言い方についての覚え書」（『金田一博士古稀記念言語·民俗論叢』三省堂）で、早い時期にら抜き言葉を指摘した人である。

## 著書

### 単著
- 『東京語の性格』川田書房　1948
- 『ローマ字教育の指導』川田書房　1948
- 『話すこと』福村書店　国語と文学の教室　1952
- 『正しく話すために』至文堂　学生教養新書 1953
- 『日本の談話』岩崎書店　中学生の国語全書 1958

### 共編著
- 『講座日本語 第2巻　日本語の構造』編　大月書店　1955
- 『講座現代の用字・用語教育』全3巻 金田一春彦,奥田靖雄共編　春秋社　1957

### 校注など
- 『雑兵物語・おあむ物語』湯沢幸吉郎と校訂　岩波文庫 1943
- 式亭三馬『日本古典文学大系 第63 浮世風呂』岩波書店　1957
- 本居宣長『紐鏡・詞玉緒 抄』福田真久共編著　教育出版センター　1976

## 参考
- 『日本古典文学大系』月報
- 朝日新聞訃報
- 中村通夫教授略歴・業績表 (中村通夫教授古稀記念号) 中央大学文学部紀要 1981-03